# Epi tēs trapezēs
L'Epi tēs trapezēs (in greco ὁ ἐπὶ τῆς τραπέζης?, ovvero "colui che si occupa della tavola") era una carica di corte bizantina, che indicava il responsabile dei banchetti imperiali.

## Storia
La carica, più nota come domestikos tes basilikes trapezes (δομέστικος τῆς βασιλικῆς τραπέζης, "domestico della tavola imperiale"), epi tes basilikes trapezes (ὁ ἐπὶ τῆς βασιλικῆς τραπέζης) o epi tes trapezes tou despotou (ὁ ἐπὶ τῆς τραπέζης τοῦ δεσπότου, "colui che si occupa della tavola del signore"), viene citato per la prima volta come esistente alla metà del VII secolo, ma la fonte, un'agiografia di Massimo il Confessore, è di data molto posteriore. È tuttavia ampiamente attestato nei sigilli a partire dall'VIII secolo, spesso ricoprendo anche le cariche di Cubicolario o parakoimomenos. L'epi tes trapezes aveva il compito di introdurre gli ospiti ai banchetti imperiali, di attendere l'imperatore bizantino insieme ai pinkernēs e di portare le pietanze dalla tavola imperiale agli ospiti. Le fonti storiche, tuttavia, dimostrano che ad alcuni titolari della carica veniva affidato il comando di truppe o altri incarichi speciali. Come molti incarichi di palazzo che comportavano un accesso ravvicinato all'imperatore bizantino, era riservato agli eunuchi. Esisteva anche l'epi tes trapezes tes Augoustes (ὁ ἐπὶ τῆς τραπέζης τῆς Αὐγούστης, "addetto alla tavola dell'Augusta"), che svolgeva le stesse mansioni per l'imperatrice bizantina e in più supervisionava le sue barche private.
L'epi tes trapezes era assistito da un gruppo di sottoposti, la cosiddetta hypourgia (ὐπουργία), con a capo il domestikos tes hypourgias (δομέστικος τῆς ὐπουργίας) e comprendente anche segretari denominati notarios tes hypourgias (νοτάριος τῆς ὐπουργίας). Lo studioso tedesco Werner Seibt ha proposto che l'epi tes trapezes abbia assorbito le funzioni principali del kastresios, un funzionario precedente con un ruolo apparentemente simile. Un altro funzionario con funzioni simili, il kenarios, è attestato solo un paio di volte nei primi decenni del IX secolo. Seibt lo considera o un funzionario subalterno agli epi tes trapezes o uno stadio intermedio tra il kastresios e l'assorbimento finale delle sue funzioni negli epi tes trapezes.
A partire dal XIII secolo, l'epi tes trapezes e la variante domestikos tes trapezes divennero titoli di corte puramente onorifici, privi di funzioni specifiche. A questo proposito, Niceforo Gregorio riferisce che questa dignità sarebbe stata conferita e resa ereditaria ai principi di Russia a partire dall'epoca dell'imperatore Costantino il Grande (r. 306-337).